# The Dream Before Us
The Dream Before Us è un CD di Enrico Pieranunzi e Marc Johnson, pubblicato dalla IDA Records nel 1992. Il disco fu registrato il 17 e 18 dicembre 1990 al Gimmick Studio di Yerres, Francia.

## Tracce
1. Something There – 6:32 (Enrico Pieranunzi, Marc Johnson)
2. Night and Day – 5:38 (Cole Porter)
3. Ein Li Milin (No More Words) – 5:16 (Enrico Pieranunzi)
4. Impromptu N°4 – 2:38 (Enrico Pieranunzi, Marc Johnson)
5. Si peu de temps – 3:23 (Enrico Pieranunzi)
6. Silkworm – 3:49 (Marc Johnson)
7. All the Things We Are – 6:03 (Enrico Pieranunzi, Marc Johnson)
8. Impromptu N°1 – 4:54 (Enrico Pieranunzi, Marc Johnson)
9. On Green Dolphin Street – 6:41 (Bronislaw Kaper, Ned Washington)
10. Impromptu N°3 – 6:07 (Enrico Pieranunzi, Marc Johnson)
11. Subconscious-Lee – 4:53 (Lee Konitz)

## Musicisti
- Enrico Pieranunzi - pianoforte
- Marc Johnson - basso acustico[1]